# Mayo-Tagouri Vivre
Mayo-Tagouri Vivre est un village de la commune de Galim-Tignère situé dans la région de l'Adamaoua et le département du Faro-et-Déo, à proximité de la frontière avec le Nigeria.

## Population
En 1971, Mayo-Tagouri Vivre (Mayo-Tagouri) comptait 380 habitants, principalement Niam-Niam.
Lors du recensement de 2005, le village était habité par 899 personnes, 452 de sexe masculin et 447 de sexe féminin.

## Principales cultures et bassins de production
Les villageois de Mayo-Tagouri Vivre cultivent, entre autres, le maïs sur une superficie de 215 hectares et pour une production annuelle de 322 tonnes.